# Kenney Walker
Kenneth ("Kenney") Walker (Wickliffe, 23 december 1988) is een Amerikaans voetballer. In 2012 tekende hij een contract bij Los Angeles Galaxy uit de Major League Soccer.

## Clubcarrière
Walker werd in de tweede ronde van de MLS SuperDraft 2012 als achtendertigste gekozen door Los Angeles Galaxy. Hij maakte zijn debuut op 26 mei 2012 tegen Houston Dynamo. Walker heeft sindsdien moeite gehad met het halen van de wedstrijdselectie. Op 26 juli 2013 werd hij uitgeleend aan Fort Lauderdale Strikers. Op 22 augustus vertrok hij alweer bij Fort Lauderdale Strikers. Vervolgens werd hij uitgeleend aan Carolina RailHawks.
Op 21 maart 2014 werd Walker voor één wedstrijd uitgeleend aan Los Angeles Galaxy II. Hij maakte zijn debuut op 23 maart 2014 tegen de Orange County Blues. Hij gaf die wedstrijd een assists en maakte een doelpunt.